# Valgjärve (gemeente)
Valgjärve (Estisch: Valgjärve vald) is een voormalige gemeente in het noordwesten van de Estlandse provincie Põlvamaa. De gemeente telde 1382 inwoners op 1 januari 2017 en had een oppervlakte van 142,9 km². De landgemeente telde zestien dorpen. Bestuurscentrum was Saverna.
In oktober 2017 werd Valgjärve bij de gemeente Kanepi gevoegd.
In deze gemeente bevond zich het op een na hoogste bouwwerk van Estland: de 347 m hoge zendmast van Valgjärve (Valgjärve telemast) bij het dorp Pikareinu, die in 1988 in gebruik werd genomen. Omdat het maaiveld hier veel hoger ligt dan in Koeru, waar de hoogste mast staat, is de top van de zendmast in Valgjärve het hoogste punt van Estland.

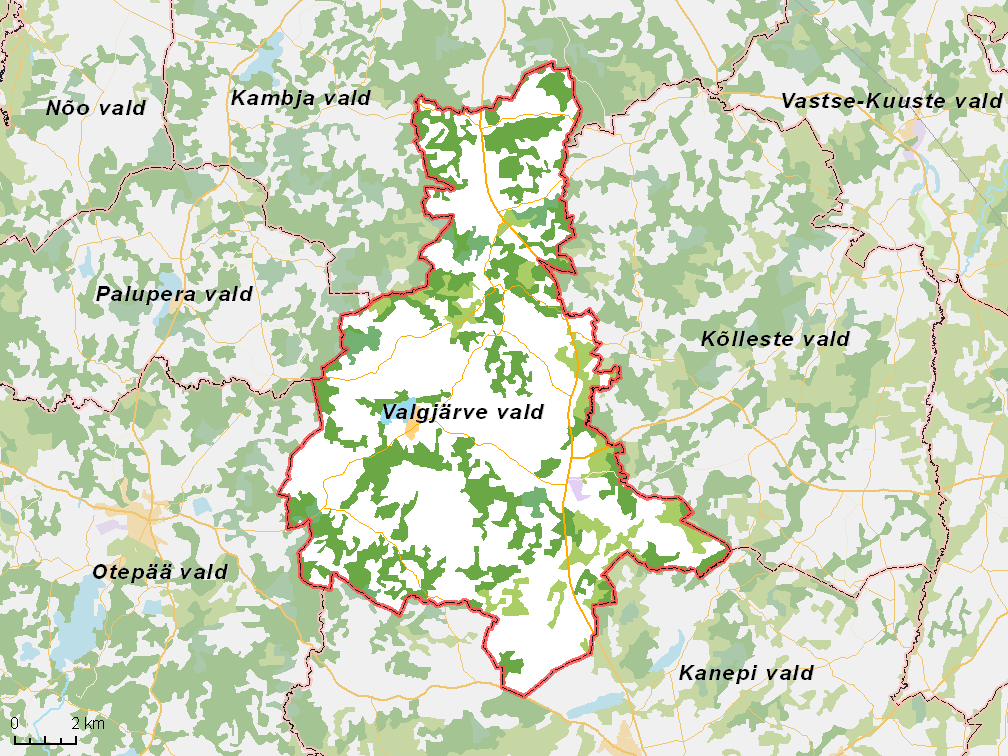
De gemeente met omliggende gemeenten, situatie begin 2017